# Campania din Balcani (Al Doilea Război Mondial)
Campania din Balcani cuprinde invaziile Puterilor Axei a Regatelor  Greciei și  Iugoslaviei în timpul celui de-al doilea război mondial. Campania a început odată cu invazia italiană din Grecia de pe 28 octombrie 1940 și s-a încheiat odată cu cucerirea insulei Creta de către Germania Nazistă și Italia Fascistă pe 1 iunie 1941.

## Preludiu – Invazia din Albania
După primul război mondial, după prăbușirea Imperiului Otoman și a celui Austro-Ungar, Albania a căutat sprijinul Regatului Italiei pentru protecție împotriva potențialilor inamici. 
În 1919, integritatea teritorială a Albaniei a fost confirmată la Conferința de Pace de la Paris, după ce președintele SUA Woodrow Wilson a respins un plan al puterilor europene pentru divizarea Albaniei între vecinii ei. 
După 1925, dictatorul italian Benito Mussolini a început să facă eforturi pentru obținerea unei poziții dominante în Albania. 
În 1928 Albania a devenit regat sub conducerea regelui Zog I. Zog era un șef de clan și fost premier al Albaniei. Zog nu a reușit să oprească implicarea Italiei în afacerile interne albaneze. 
Pe 7 aprilie 1939, trupele lui Mussolini au ocupat Albania, l-au detronat pe Zog au anexat țara la Imperiul Italian.

## Războiul greco-italian
Războiul greco-italian  a durat de pe 28 octombrie 1940 pânâ pe 30 aprilie 1941 și a fost parte a celui de-al doilea război mondial. Forțele italiene au invadat Grecia și au avut succese locale, limitate. La scurtă vreme după atacul inițial, grecii au contraatacat, iar italienii au fost respinși și împinși înapoi spre bazele de plecare din Albania. Italienii au pierdut cea mai mare parte a iernii cu luptele pentru stabilizarea unei linii a frontului, ceea ce le permitea să rețină controlul asupra doar a două treimi din teritoriul Albaniei. Îndelung pregătita ofensivă italiană din martie 1941 a eșuat. Germanii au intervenit în aprilie în sprijinul aliatului lor italian și au atacat Grecia, după invadarea încununată cu succes a Iugoslaviei.

## Invadarea Iugoslaviei
Invadarea Iugoslaviei  (cunoscută și ca Operațiunea 25) a început pe 6 aprilie 1941 și s-a încheiat cu capitularea necondiționată a Armatei Regale Iugoslave de pe 17 aprilie. Puterile Axei invadatoare (Germania Nazistă, Italia Fascistă, Ungaria și Bulgaria) au ocupat și dezmembrat Regatul Iugoslaviei. Germania și Italia au căzut de acord cu privire la crearea unui stat artificial – Statul Independent Croat (Nezavisna Država Hrvatska, NDH), prin comasarea mai multor teritorii iugoslave: Croația, Bosnia și Herțegovina și Srem. În Serbia și Banatul Sârbesc puterile ocupante au creat statul marionetă Administrația militară a Serbiei (Sebia lui Nedić). În Muntenegru a fost creat un alt stat marionetă, Statul Independent Muntenegru, sub protectorat italian. Protectoratul era din punct de vedere oficial un regat, deși prințul Mihaijlo al Muntenegrului nu a acceptat niciodată să fie încoronat. 

## Invadarea Greciei
Invadarea Greciei de către Germania — numită de germani ca Unternehmen Marita (Operațiunea Marița) — a fost rezultatul direct și continuarea războiului greco-italian. Pe 6 aprilie 1941, armata germană a invadat nordul Greciei, în vreme ce alte unități naziste atacau Iugoslavia.
Ruperea liniilor iugoslave din sud a permis germanilor să trimită întăriri pe frontul din nordul Greciei. Armata germană a învăluit linia fortificată elenă „Metaxas” și, în ciuda ajutorului acordat grecilor de corpului expediționar britanic, a reușit să cucerească sudul Peloponezului. Bătălia Greciei s-a încheiat odată cu intrarea germanilor în Atena și cu cucerirea întregului Peloponez. Aliații au reușit să evacueze o bună parte a corpului expediționar britanic și mai multe unități elene în Creta și în Egipt. Insula Creta avea să fie cucerită după cea mai amplă operațiune aeropurtată de până atunci – „Merkur”.

## Intervenția Bulgariei
Pe 6 aprilie 1941, în ciuda faptului că aderase la Axă, Regatul Bulgariei a păstrat o stare de pasivitate militară în fazele inițiale ale invaziilor din Iugoslavia și din Grecia. Iugoslavia a capitulat pe 17 aprilie. Grecia a rezistat până pe 30 aprilie. Pe 20 aprilie, bulgarii s-au implicat în război. Armata bulgară a ocupat o regiune din nordul tărmului Mării Egee. Scopul bulgarilor era să obțină ieșire la Marea Egee și să ocupe Macedonia răsăriteană și Serbia răsăriteană. Vardarska banovina iugoslavă și regiunea Macedonia au fost împărțite între Italia (vest) și Bulgaria (est). 

## Operațiunea „Merkur”
Pe 20 mai 1941, parașutiștii germani au fost lansați deasupra aeroporturilor din nordul insulei Creta. Asaltul parașutiștilor a fost întâmpinat cu o rezistență puternică de apărători – trupele aliate și populația cretană – dar aceștia au fost până la urmă covârșiți de forțele germane. Totuși, pierderea unui mare număr de parașutiști a obligat Comandamentul Suprem al Forțelor Armate Germane (OKW) să reconsidere doctrina operațiunilor aeropurtate. După această victorie costisitoare, Hitler a interzis organizarea oricăror acțiuni aeropurtate de amploare fără aprobarea sa.

## Urmări
Până pe 1 iunie 1941, Albania, Iugoslavia și Grecia au ajuns sub controlul Axei. Grecia a fost plasată sub regimul tripei ocupații militare iar Iugoslavia a fost dezmembrată și ocupată. Germania a cucerit un avantaj strategic important: accesul direct la Marea Mediterană. Aliații se temeau că Grecia și Creta vor fi folosite ca „rampă de lansare” pentru invadarea Egiptului și Ciprului sub control britanic. Germanii au abandonat însă orice plan pentru invadarea Egiptului în favoarea declanșării atacului împotriva Uniunii Sovietice. 

### Rezistența
De-a lungul restului războiului, mișcările active de rezistență elene și iugoslavi au forța Germania Nazistă și pe aliații să să păstreze sute de mii de soldați cantonați în celed două țări. În special începând cu anul 1943, amenințarea unei invazii aliate și activitatea extrem de intensă a partizanilor a făcut necesară prezența în regiune a mai multor divizii de infanterie, tancuri și vânători de munte.

### Campania din Insulele Dodecaneze
În regiune a izbucnit o bătălie scurtă pentru ocuparea Insulelor Dodecaneze controlate de italieni, după capitularea Italiei din 1943. A început o cursă pentru ocuparea Insulelor Dodecaneze între germani și britanici. Germanii au reușit să dezarmeze rapid garnizoana din insula Rodos, dar britanicii au reușit să ocupe insulele Samos, Leros și Kos. În scurtă vreme însă, după lansarea unor serii de atacuri aeriene puternice, forțele speciale germane au reușit să ocupe toate insulele.